# Guiné-Bissau tại Thế vận hội
Guiné-Bissau đã liên tục gửi các vận động viên tới các kỳ Thế vận hội Mùa hè được tổ chức từ năm 1996 đến nay, dù chưa lần nào giành được huy chương. Quốc gia này chưa từng tham gia Thế vận hội Mùa đông.
Ủy ban Olympic quốc gia của Guiné-Bissau được thành lập năm 1992 và được công nhận bởi Ủy ban Olympic Quốc tế năm 1995.

## Bảng huy chương

### Huy chương tại các kỳ Thế vận hội Mùa hè
| Thế vận hội         | Số VĐV        | Vàng          | Bạc           | Đồng          | Tổng số       | Xếp thứ       |
| 1896–1992           | không tham dự | không tham dự | không tham dự | không tham dự | không tham dự | không tham dự |
| Atlanta 1996        | 3             | 0             | 0             | 0             | 0             | –             |
| Sydney 2000         | 3             | 0             | 0             | 0             | 0             | –             |
| Athens 2004         | 3             | 0             | 0             | 0             | 0             | –             |
| Bắc Kinh 2008       | 3             | 0             | 0             | 0             | 0             | –             |
| Luân Đôn 2012       | 4             | 0             | 0             | 0             | 0             | –             |
| Rio de Janeiro 2016 | 5             | 0             | 0             | 0             | 0             | –             |
| Tokyo 2020          | chưa diễn ra  |               |               |               |               |               |
| Tổng số             | Tổng số       | 0             | 0             | 0             | 0             | –             |